# Amphibulus carinarum
Amphibulus carinarum är en stekelart som beskrevs av Luhman 1991. Amphibulus carinarum ingår i släktet Amphibulus och familjen brokparasitsteklar. Inga underarter finns listade i Catalogue of Life.